# 2008 في قبرص
فيما يلي قوائم الأحداث التي وقعت خلال عام 2008 في قبرص.

## سياسة

### تعيين في المنصب
- 28 فبراير – ديميتريس خريستوفياس قائمة رؤساء قبرص.

### انتهاء فترة المنصب
- 28 فبراير – تاسوس بابادوبولوس قائمة رؤساء قبرص.

## رياضة
- 12 أبريل – الدوري القبرصي الدرجة الثانية 2007–2008 الفائز AEP Paphos FC [الإنجليزية]‏.
- 13 أبريل – الدوري القبرصي الدرجة الثالثة 2007–2008 الفائز PAEEK FC [الإنجليزية]‏.
- 13 أبريل – الدوري القبرصي الدرجة الرابعة 2007–2008 الفائز Oroklini-Troulloi FC [الإنجليزية]‏.
- 11 مايو – الدوري القبرصي لكرة القدم 2007-2008 الفائز أنورثوسيس فاماغوستا.

## وفيات

### ديسمبر
- 12 ديسمبر – تاسوس بابادوبولوس (مواليد 1934) سياسي قبرصي.